# Baron Dufferin and Claneboye

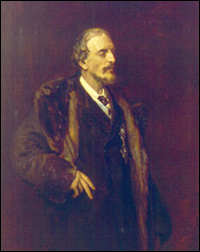
Frederick Hamilton-Temple-Blackwood, 1. Marquess of Dufferin and Ava

Baron Dufferin and Claneboye, of Ballyleidy and Killyleagh in the County of Down, ist ein erblicher britischer Adelstitel in der Peerage of Ireland. Der Titel ist benannt nach dem Verwaltungsbezirk Dufferin und dem Gutshof Clandeboye in Bangor, beide in Nordirland.

## Verleihung
Der Titel wurde am 31. Juli 1800 an Dorcas Blackwood verliehen, die Ehefrau des kurz zuvor verstorbenen Sir John Blackwood, 2. Baronet. Die Baronie sollte diesem in Anerkennung seiner Unterstützung des Act of Union 1800 verliehen werden.

## Nachgeordnete Baronetswürden
Der Vater des Ehemanns der ersten Baroness war am 1. Juli 1763 in der Baronetage of Ireland zum Baronet, of Ballyleidy in the County of Down, erhoben worden. Seit dessen Enkel, der 3. Baronet, seine Mutter 1807 als 2. Baron beerbte, ist diese Baronetswürde als nachgeordneter Titel mit der Baronie vereinigt. Nicht jeder berechtigte Baron ließ sich diese Barontswürde auch formell anerkennen.
Der heutige Baron führt ferner die Würde eines Baronets, of the Navy, die am 1. September 1814 in der Baronetage of the United Kingdom an Henry Blackwood, den siebenten Sohn der 1. Baroness verliehen wurde. Er war Vizeadmiral der Blauen Flagge in der Royal Navy gewesen. Die Baronetswürde ist seit 1988 als nachgeordneter Titel mit der Baronie vereinigt, als dessen Nachkomme, der 7. Baronet, beim Erlöschen der Nachkommenlinien der älteren Brüder Henry Blackwoods die Titel 10. Baron und Baronet, of Ballyleidy, erbte.

## Weitere Titel
Frederick Blackwood, der 5. Baron, war einer der bedeutendsten Diplomaten und Kolonialbeamten seiner Zeit. Er wurde am 22. Januar 1850, in der Peerage of the United Kingdom zum Baron Clandeboye, of Clandeboye in the County of Down, erhoben, wodurch er einen erblichen Sitz im House of Lords erhielt. 1862 fügte er den Nachnamen seiner Ehefrau, „Hamilton“, zehn Jahre später den seiner Großmutter väterlicherseits, „Temple“, seinem Nachnamen hinzu. Am 13. November 1871 folgte die Erhebung zum Earl of Dufferin, in the County of Down, mit dem nachgeordneten Titel Viscount Claneboye, of Claneboye in the County of Down. Am 17. November 1888 wurden ihm schließlich noch die Titel Marquess of Dufferin and Ava, in the County of Down and in the Province of Burma, und Earl of Ava, in the Province of Burma, verliehen. Alle diese Titel gehörten zur Peerage of the United Kingdom und erloschen am 29. Mai 1988 mit dem Tod des 5. Marquess.

## Liste der Barone Dufferin and Claneboye und Marquesses of Dufferin and Ava

### Blackwood Baronets, of Ballyleidy (1763)
- Sir Robert Blackwood, 1. Baronet (1694–1774)
- Sir John Blackwood, 2. Baronet († 1799)
- Sir James Blackwood, 3. Baronet (1755–1836) (folgte 1807 als 2. Baron Dufferin and Claneboye)

### Barone Dufferin and Claneboye (1800)
- Dorcas Blackwood, 1. Baroness Dufferin and Claneboye (1726–1807)
- James Blackwood, 2. Baron Dufferin and Claneboye (1755–1836)
- Hans Blackwood, 3. Baron Dufferin and Claneboye (1758–1839)
- Price Blackwood, 4. Baron Dufferin and Claneboye (1794–1841)
- Frederick Temple Hamilton-Temple-Blackwood, 5. Baron Dufferin and Claneboye (1826–1902) (1888 zum Marquess of Dufferin and Ava erhoben)

### Marquesses of Dufferin and Ava (1888)
- Frederick Temple Hamilton-Temple-Blackwood, 1. Marquess of Dufferin and Ava (1826–1902)
- Terence John Temple Hamilton-Temple-Blackwood, 2. Marquess of Dufferin and Ava (1866–1918)
- Frederick Temple Hamilton-Temple-Blackwood, 3. Marquess of Dufferin and Ava (1875–1930)
- Basil Sheridan Hamilton-Temple-Blackwood, 4. Marquess of Dufferin and Ava (1909–1945)
- Sheridan Frederick Terence Hamilton-Temple-Blackwood, 5. Marquess of Dufferin and Ava (1938–1988)

### Barone Dufferin and Claneboye (1800; Fortsetzung)
- Francis George Blackwood, 10. Baron Dufferin and Claneboye (1916–1991)
- John Francis Blackwood, 11. Baron Dufferin and Claneboye (* 1944)

Voraussichtlicher Titelerbe (Heir apparent) ist der Sohn des aktuellen Titelinhabers, Hon. Francis Senden Blackwood (* 1979).

### Blackwood Baronets, of the Navy (1814)
- Sir Henry Blackwood, 1. Baronet (1770–1832)
- Sir Henry Blackwood, 2. Baronet (1801–1851)
- Sir Henry Blackwood, 3. Baronet (1828–1894)
- Sir Francis Blackwood, 4. Baronet (1838–1924)
- Sir Henry Blackwood, 5. Baronet (1896–1948)
- Sir Francis Blackwood, 6. Baronet (1901–1979)
- Sir Francis George Blackwood, 7. Baronet (1916–1991) (folgte 1988 als 10. Baron Dufferin and Claneboye) (Nachfolger siehe oben)